# 52
Évszázadok: i. e. 1. század – 1. század – 2. század
Évtizedek: 1-es évek – 10-es évek – 20-as évek – 30-as évek – 40-es évek – 50-es évek – 60-as évek – 70-es évek – 80-as évek – 90-es évek – 100-as évek
Évek: 47 – 48 – 49 – 50 –  51 – 52 – 53 – 54 – 55 – 56 – 57

## Események

### Római Birodalom
- Faustus Cornelius Sulla Felixet és Lucius Salvius Otho Titianust (helyettese Quintus Marcius Barea Soranus és Lucius Salvidienus Rufus Salvianus) választják consulnak.
- A zsidók és a szamaritánusok konfliktusai véres összecsapásokká fajulnak. Ventidius Cumanus júdeai procurator katonai erővel veri le a zavargásokat, mire mindkét fél Ummidius Caius Quadratus szíriai kormányzóhoz fordul. Quadratus Claudius császár elé utalja az ügyet, aki barátja, II. Heródes Agrippa hatására a zsidóknak ad igazat, a szamáriai vezetőket kivégzik, Cumanust leváltják. Júdea kormányzását Antonius Felix, a császári titkár Pallas fivére veszi át.
- A szenátus kiűzi Itáliából a csillagjósokat, miután Furius Scribonianus szenátor a császár halálának idejét akarta megtudni tőlük. Scribonianust száműzik.
- Claudius elrendeli a Fucinus-tó lecsapolását, miután a hegyeken keresztül egy 5,6 km hosszú alagutat ástak a víz elvezetésére. Az esemény előtt a tavon nagyszabású, tengeri csatát imitáló gladiátorjátékot rendeznek. A lecsapolás nem sikerül teljesen, mert nem ásták elég mélyre az alagutat.
- A walesi szilurok elleni hadjárat közben meghal Publius Ostorius Scapula britanniai kormányzó. Helyére Aulus Didius Gallust nevezik ki, de mielőtt még megérkezne állomáshelyére, a szilurok legyőzik az egyik római légiót.
- I. Vologaészész pártus király elfoglalja Örményország fővárosát, Artaxatát és öccsét, I. Tiridatészt ülteti a trónra.

### India
- A hagyomány szerint ebben az évben érkezik Szent Tamás az indiai Keralába, hogy a kereszténységet terjessze.

## Halálozások
- Publius Ostorius Scapula, római politikus